# North Freedom, Wisconsin
North Freedom là một làng thuộc quận Sauk, tiểu bang Wisconsin, Hoa Kỳ. Năm 2006, dân số của làng này là 649 người.